# Мужская сборная Новой Каледонии по баскетболу
Национальная баскетбольная команда Новой Каледонии — это баскетбольная сборная команда, которая представляет Новую Каледонию в международных соревнованиях. Находится под руководством Région Fédérale de Nouvelle Calédonie de Basketball. (Баскетбольная Федерация Новой Каледонии)
Если судить по количеству медалей на Чемпионате Океании по баскетболу, Новая Каледония занимает второе место в Океании по успешности выступлений. (только Австралия выступает лучше)

## Результаты

### Чемпионат Океании по баскетболу
| Год  | Место | Турнир                               | Хозяин         |
| ---- | ----- | ------------------------------------ | -------------- |
| 1997 | 3     | Чемпионат Океании по баскетболу 1997 | Новая Зеландия |

### Турнир Oceania Basketball Tournament
- 1981: ?
- 1985: ?
- 1989: ?
- 1993: ?
- 1997: ?
- 2001:
- 2005:
- 2009:
- 2013: ?

### Кубок Меланезии по баскетболу
| Год  | Место | Турнир                             | Хозяин         |
| ---- | ----- | ---------------------------------- | -------------- |
| 2017 | 2     | Кубок Меланезии по баскетболу 2017 | Новая Зеландия |